# Елена Апріле
Елена Апріле (італ. Elena Aprile, 12 березня 1954, Мілані) — італійський фізик-експериментатор. З 1986 року вона була професором фізики в Колумбійському університеті. Вона є засновником і речником експерименту з виявлення темної матерії XENON. Апріле добре відома своєю роботою з детекторами на основі рідин благородних газів і за її внесок у фізику астрочастинок у пошуках темної матерії.

## Освіта та академічна кар'єра
Апріле вивчала фізику в університеті Неаполя і захистила магістерську роботу в CERN під науковим керівництвом професора Карло Руббіа. Після отримання ступеня магістра 1978 року, вона вступила до Женевського університету, де отримала ступінь доктора фізики 1982 року. Вона переїхала до Гарвардського університету 1983 року як докторант в групі Карло Руббіа. Апріле приєдналась до факультету Колумбійського університету 1986 р. і досягла повного профессорства 2001 р. З 2003 по 2009 рік Апріле працювала спів-директором Астрофізичної лабораторії Колумбійського університету.

## Дослідження
Апріле є фахівцем з детекторів на основі рідин благородних газів і їх застосування в фізиці частинок і астрофізики. Вона почала працювати над детекторами з рідкого аргону як аспірант CERN, продовжуючи дослідження як докторант в Гарварді. У Колумбійському університеті вона досліджувала властивості зріджених благородних газів для радіаційної спектроскопії та візуалізації в астрофізиці. Ця робота привела до реалізації першої рідкої ксенононової проєкційної камери (LXeTPC) як комптонівського телескопа для гамма-променів енергетичного діапазону МеВ.
З 1996 по 2001 рік Апріле була речником фінансованого НАСА проекту "Liquid Xenon Gamma-Imaging Telescope " (LXeGRIT), де керувала першим інженерним тестом телескопа у середовищі ближнього космосу та подальших наукових кампаніях з довготривалими повітряними кулями. LXeGRIT використовував камеру проєкції рідкого ксенону як телескоп Комптона для візуалізації космічних джерел в енергетичному діапазоні від 0,15 до 10 МеВ. Всього було зібрано близько 36 годин даних з двох довготривалих польотів у 1999 та 2000 роках на середній висоті 39 км.
Починаючи з 2001 року, дослідження Апріле перейшли на астрофізику частинок, зокрема, для безпосереднього виявлення темної матерії рідким ксеноном. Апріле є засновником і речником експерименту темної матерії XENON, метою якого є відкрити WIMPів, коли вони відлітають від атомів ксенону в масивному, але наднизьких шумів, тлі детектора рідкого ксенону, які працюють глибоко під землею. Використовуючи двофазну часову камеру проєкції (рідина / газ) з активною цільовою масою від десятків до сотень кілограмів, проект XENON використовував детектори XENON10 і XENON100 в підземній лабораторії Гран Сассо, будучи лідером у своїй сфері через найкращу чутливість та найбільш конкурентоспроможні межі поперечних перерізів взаємодії WIMP-нуклеон. Детектор XENON100 функціонує з 2009 року, а будівництво детектора наступного покоління XENON1T при активній масі ксенону більше 3000 кг, почав працювати з кінця 2015 року, і став першим експериментом для виявлення темної матерії в масштабі тонн. Зі збільшеною масою і шумами у сто разів нижче, ніж фон XENON100, новий XENON1T має можливість досліджувати взаємодію темної матерії зі звичайною речовиною на ррівні 10 −47 см2 для маси частинок 50 ГеВ/с2.

## Нагороди
Апріле отримав нагороду за досягнення в кар'єрі Фонду Науки у 1991 та премію Японського товариства просування науки у 1999. З 2000 року вона є членом Американського фізичного товариства. У 2005 році вона отримала орден «За заслуги перед Італійською Республікою» від італійського президента Карло Адзеліо Чампі. . У 2019 вона отримає нагороду «Lancelot M. Berkeley — New York Community Trust» за видатний внесок в астрономію від Американського астрономічного товариства.